# Australorzekotka czerwonooka
Australorzekotka czerwonooka (Litoria rothii) – gatunek płaza bezogonowego z podrodziny Pelodryadinae w rodzinie rzekotkowatych (Hylidae).

## Występowanie
Północne i wschodnie wybrzeże Australii (na południe po okolice miasta Gympie w południowo-wschodnim Queenslandzie), środkowa część południowego wybrzeża Nowej Gwinei.